# Фиттипальди, Эмерсон
Э́мерсон Фиттипа́льди (порт. Emerson Fittipaldi, род. 12 декабря 1946 года, Сан-Паулу, Бразилия) — бразильский автогонщик. Двукратный чемпион мира Формулы-1 (1972 и 1974 годов), чемпион серии CART (1989 года), двукратный победитель Инди-500 (1989 и 1993 годов). Победитель «Гонки Чемпионов» на трассе Брендс-Хетч (1972) и ещё трех внезачётных Гран-при Ф1.

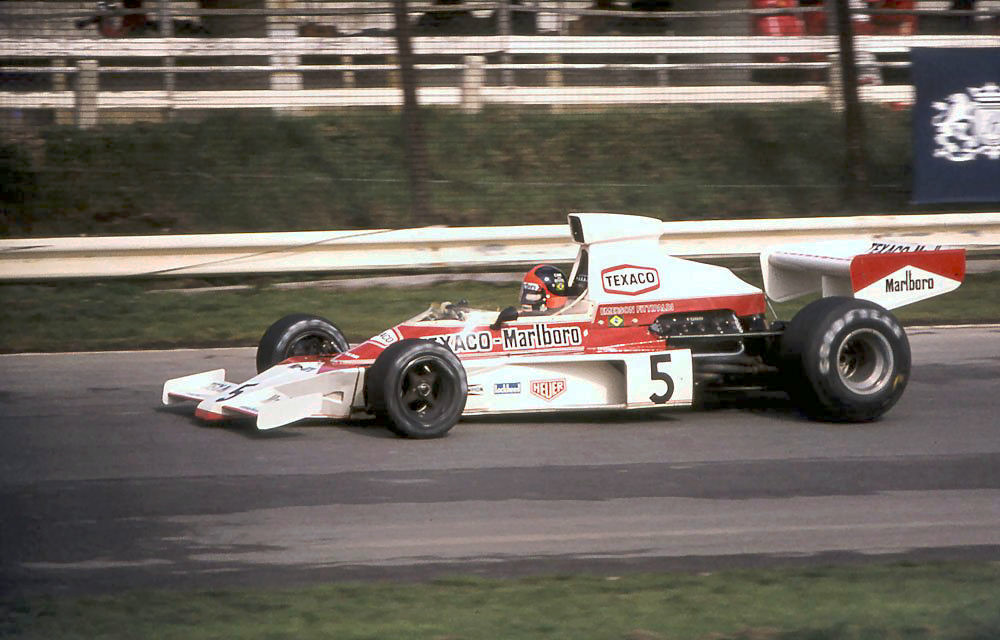
Эмерсон за рулём болида McLaren M23 на Гран-при Великобритании 1974 года

## Карьера
Дебютировал в чемпионате мира Формулы-1 в 1970 году в составе команды Lotus. Несмотря на эпизодические старты в своём первом сезоне, Фиттипальди смог выиграть одну из гонок, став первым бразильцем, которому удалось это сделать.
В 1972 году, в 25 лет и 303 дня Фиттипальди первым из бразильцев выиграл чемпионат мира Формулы-1. Он стал самым молодым обладателем чемпионского титула в истории турнира (почти на три года меньше предыдущего рекорда). Это рекорд был побит лишь спустя 33 года (в 2005 году) испанским гонщиком Фернандо Алонсо, которому на момент получения титула было 24 года и 59 дней.
В сезоне 1974 после перехода в McLaren Эмерсон вновь завоевал чемпионский титул и стал самым молодым двукратным обладателем титула в истории (27 лет и 299 дня). Этот рекорд продержался до 1995 года и был побит немецкий гонщиком Михаэлем Шумахером (26 лет и 293 дня).
После ухода из Формулы-1 Фиттипальди решил продолжить карьеру в североамериканской серии CART, где также первым из бразильцев добился успеха. Он выиграл чемпионат 1989 года, выступая за Patrick Racing, и дважды побеждал в легендарной гонке 500 миль Индианаполиса (1989, 1993).
В 1997 году попал в авиакатастрофу, его самолёт упал с высоты 90 метров. Фиттипальди получил тяжёлые травмы спины.
Был водителем машины безопасности во время гонки 500 миль Индианаполиса 25 мая 2008 года.

## Личная жизнь
Был трижды женат. Отец семерых детей.
Старший брат Фиттипальди Вилсон, племянник Кристиан и внуки Пьетро и Энцо также выступали в гоночных сериях Формулы.

### Результаты в Формуле-1
| Легенда к таблице |                                                                    |
| --- | ------------------------------------------------------------------ |
| В таблице перечислены результаты всех Гран-при Формулы-1, в которых принимал участие гонщик. Строками таблицы являются сезоны, столбцами — этапы чемпионата мира. В каждой клетке указаны сокращённое название этапа и результат, дополнительно обозначенный цветом. Расшифровка обозначений и цветов представлена в нижеследующей таблице. |                                                                    |
| \| Пример \| Описание \| \| ------------ \| ------------------------------------------------------------------ \| \| 1 \| Победитель \| \| 2 \| Второе место \| \| 3 \| Третье место \| \| 5 \| Финишировал, заработав очки \| \| Сход \| Не финишировал, но при этом заработал очки \| \| 12 \| Финишировал, не получив очков \| \| НКЛ \| Финишировал, но не попал в финальную классификацию \| \| 15 \| Участвовал вне зачёта, либо по отдельной классификации \| \| 18 \| Не финишировал, но попал в финальную классификацию \| \| Сход \| Не финишировал \| \| НКВ \| Не прошёл квалификацию \| \| НПКВ \| Не прошёл предквалификацию \| \| ДСК \| Дисквалифицирован \| \| ИСК \| Исключён из протокола соревнований \| \| ТТ \| Заявлен для участия только в тренировках \| \| НС \| Участвовал в квалификации, но не стартовал в гонке \| \| Т \| Травмирован или болен \| \| ОТК \| Отказ от участия \| \| НТР \| Прибыл на соревнования, но на трассу не выезжал \| \| НПР \| Был заявлен в числе участников, но не прибыл к началу соревнований \| \| О \| Соревнования отменены \| \| \| Не участвовал \| \| Поул-позиция \| \| \| Быстрый круг \| \| |                                                                    |
| Пример | Описание                                                           |
| 1 | Победитель                                                         |
| 2 | Второе место                                                       |
| 3 | Третье место                                                       |
| 5 | Финишировал, заработав очки                                        |
| Сход | Не финишировал, но при этом заработал очки                         |
| 12 | Финишировал, не получив очков                                      |
| НКЛ | Финишировал, но не попал в финальную классификацию                 |
| 15 | Участвовал вне зачёта, либо по отдельной классификации             |
| 18 | Не финишировал, но попал в финальную классификацию                 |
| Сход | Не финишировал                                                     |
| НКВ | Не прошёл квалификацию                                             |
| НПКВ | Не прошёл предквалификацию                                         |
| ДСК | Дисквалифицирован                                                  |
| ИСК | Исключён из протокола соревнований                                 |
| ТТ | Заявлен для участия только в тренировках                           |
| НС | Участвовал в квалификации, но не стартовал в гонке                 |
| Т | Травмирован или болен                                              |
| ОТК | Отказ от участия                                                   |
| НТР | Прибыл на соревнования, но на трассу не выезжал                    |
| НПР | Был заявлен в числе участников, но не прибыл к началу соревнований |
| О | Соревнования отменены                                              |
| | Не участвовал                                                      |
| Поул-позиция |                                                                    |
| Быстрый круг |                                                                    |

| Сезон | Команда                | Шасси           | Двигатель                | Ш | 1        | 2        | 3        | 4        | 5        | 6        | 7        | 8        | 9        | 10       | 11       | 12       | 13       | 14       | 15     | 16       | 17  | Место | Очки |
| ----- | ---------------------- | --------------- | ------------------------ | - | -------- | -------- | -------- | -------- | -------- | -------- | -------- | -------- | -------- | -------- | -------- | -------- | -------- | -------- | ------ | -------- | --- | ----- | ---- |
| 1970  | Gold Leaf Team Lotus   | Lotus 49C       | Ford Cosworth DFV 3,0 V8 | F | ЮАР      | ИСП      | МОН      | БЕЛ      | НИД      | ФРА      | ВЕЛ 8    | ГЕР 4    | АВТ 15   |          |          |          |          |          |        |          |     | 10    | 12   |
| 1970  | Gold Leaf Team Lotus   | Lotus 72C       | Ford Cosworth DFV 3,0 V8 | F |          |          |          |          |          |          |          |          |          | ИТА ОТК  | КАН      | США 1    | МЕК Сход |          |        |          |     | 10    | 12   |
| 1971  | Gold Leaf Team Lotus   | Lotus 72C       | Ford Cosworth DFV 3,0 V8 | F | ЮАР Сход | ИСП Сход |          |          |          |          |          |          |          |          |          |          |          |          |        |          |     | 6     | 16   |
| 1971  | Gold Leaf Team Lotus   | Lotus 72D       | Ford Cosworth DFV 3,0 V8 | F |          |          | МОН 5    | НИД      | ФРА 3    | ВЕЛ 3    | ГЕР Сход | АВТ 2    |          | КАН 7    | США НКЛ  |          |          |          |        |          |     | 6     | 16   |
| 1971  | World Wide Racing      | Lotus 56B       | Pratt & Whitney ГТД      | F |          |          |          |          |          |          |          |          | ИТА 8    |          |          |          |          |          |        |          |     | 6     | 16   |
| 1972  | John Player Team Lotus | Lotus 72D       | Ford Cosworth DFV 3,0 V8 | F | АРГ Сход | ЮАР 2    | ИСП 1    | МОН 3    | БЕЛ 1    | ФРА 2    | ВЕЛ 1    | ГЕР Сход | АВТ 1    |          | КАН 11   | США Сход |          |          |        |          |     | 1     | 61   |
| 1972  | World Wide Racing      | Lotus 72D       | Ford Cosworth DFV 3,0 V8 | F |          |          |          |          |          |          |          |          |          | ИТА 1    |          |          |          |          |        |          |     | 1     | 61   |
| 1973  | John Player Team Lotus | Lotus 72D       | Ford Cosworth DFV 3,0 V8 | G | АРГ 1    | БРА 1    | ЮАР 3    |          |          |          |          |          |          |          |          |          |          |          |        |          |     | 2     | 55   |
| 1973  | John Player Team Lotus | Lotus 72E       | Ford Cosworth DFV 3,0 V8 | G |          |          |          | ИСП 1    | БЕЛ 3    | МОН 2    | ШВЕ 12   | ФРА Сход | ВЕЛ Сход | НИД Сход | ГЕР 6    | АВТ Сход | ИТА 2    | КАН 2    | США 6  |          |     | 2     | 55   |
| 1974  | Marlboro Team Texaco   | McLaren M23     | Ford Cosworth DFV 3,0 V8 | G | АРГ 10   | БРА 1    | ЮАР 7    | ИСП 3    | БЕЛ 1    | МОН 5    | ШВЕ 4    | НИД 3    | ФРА Сход | ВЕЛ 2    | ГЕР Сход | АВТ Сход | ИТА 2    | КАН 1    | США 4  |          |     | 1     | 55   |
| 1975  | Marlboro Team Texaco   | McLaren M23     | Ford Cosworth DFV 3,0 V8 | G | АРГ 1    | БРА 2    | ЮАР НКЛ  | ИСП ОТК  | МОН 2    | БЕЛ 7    | ШВЕ 8    | НИД Сход | ФРА 4    | ВЕЛ 1    | ГЕР Сход | АВТ 9    | ИТА 2    | США 2    |        |          |     | 2     | 45   |
| 1976  | Copersucar-Fittipaldi  | Copersucar FD04 | Ford Cosworth DFV 3,0 V8 | G | БРА 13   | ЮАР 17   | СШЗ 6    | ИСП Сход | БЕЛ НКВ  | МОН 6    | ШВЕ Сход | ФРА Сход | ВЕЛ 6    | ГЕР 13   | АВТ Сход | НИД Сход | ИТА 15   | КАН Сход | США 9  | ЯПО Сход |     | 17    | 3    |
| 1977  | Copersucar-Fittipaldi  | Copersucar FD04 | Ford Cosworth DFV 3,0 V8 | G | АРГ 4    | БРА 4    | ЮАР 10   | СШЗ 5    | ИСП 14   | МОН Сход |          | ШВЕ 18   |          |          |          |          |          |          |        |          |     | 12    | 11   |
| 1977  | Copersucar-Fittipaldi  | Copersucar F5   | Ford Cosworth DFV 3,0 V8 | G |          |          |          |          |          |          | БЕЛ Сход | ШВЕ НС   | ФРА 11   | ВЕЛ Сход | ГЕР НКВ  | АВТ 11   | НИД 4    | ИТА НКВ  | США 13 | КАН Сход | ЯПО | 12    | 11   |
| 1978  | Fittipaldi Automotive  | Copersucar F5A  | Ford Cosworth DFV 3,0 V8 | G | АРГ 9    | БРА 2    | ЮАР Сход | СШЗ 8    | МОН 9    | БЕЛ Сход | ИСП Сход | ШВЕ 6    | ФРА Сход | ВЕЛ Сход | ГЕР 4    | АВТ 4    | НИД 5    | ИТА 8    | США 5  | КАН Сход |     | 10    | 17   |
| 1979  | Fittipaldi Automotive  | Copersucar F5A  | Ford Cosworth DFV 3,0 V8 | G | АРГ 6    | БРА 11   | ЮАР НС   | СШЗ Сход | ИСП 11   | БЕЛ 9    | МОН Сход | ФРА Сход | ВЕЛ Сход |          | АВТ НС   | НИД НС   |          |          |        |          |     | 21    | 1    |
| 1979  | Fittipaldi Automotive  | Copersucar F6   | Ford Cosworth DFV 3,0 V8 | G |          | БРА НС   | ЮАР 13   | СШЗ НС   | ИСП НС   |          |          |          |          |          |          |          |          |          |        |          |     | 21    | 1    |
| 1979  | Fittipaldi Automotive  | Copersucar F6   | Ford Cosworth DFV 3,0 V8 | G |          |          |          |          |          |          |          |          |          | ГЕР Сход | АВТ Сход | НИД Сход | ИТА 8    | КАН 8    | США 7  |          |     | 21    | 1    |
| 1980  | Skol Fittipaldi Team   | Fittipaldi F7   | Ford Cosworth DFV 3,0 V8 | G | АРГ НКЛ  | БРА 15   | ЮАР 8    | СШЗ 3    | БЕЛ Сход | МОН 6    | ФРА 13   |          |          |          |          |          |          |          |        |          |     | 15    | 5    |
| 1980  | Skol Fittipaldi Team   | Fittipaldi F8   | Ford Cosworth DFV 3,0 V8 | G |          |          |          |          |          |          |          | ВЕЛ 12   | ГЕР Сход | АВТ 11   | НИД Сход | ИТА Сход | КАН Сход | США Сход |        |          |     | 15    | 5    |

### Комментарии
1. ↑  До 1990 года в зачёт чемпионата мира в гонках Формулы-1 шли не все очки, заработанные гонщиком, а лишь несколько лучших результатов (см. Система начисления очков в Формуле-1). Число вне скобок означает очки, зачтённые в чемпионате, число в скобках обозначает общее количество очков, заработанных гонщиком в сезоне.
2. ↑  Лидировал на каждом круге гонки.